# Ateuchus opacipennis
Ateuchus opacipennis là một loài bọ cánh cứng trong họ Bọ hung (Scarabaeidae).